# 貝漢津
貝漢津（约1845年－1906年12月10日）為第11任（不計算阿丹多贊在內）达荷美王国（今屬贝宁）的國王。貝漢津原名孔杜（Kondo），在其登基為王後，方改名為貝漢津。
貝漢津是最後一任握有實權的達荷美君主，在第二次法國-達荷美戰爭期間，他積極帶領人民抵抗法國對達荷美王國的侵略與殖民，最終在實力懸殊的情況下，貝漢津於1894年向法國人投降，並在其餘生被流放至馬提尼克、阿尔及利亚等地。